# Сауарипа (муниципалитет)
Сауарипа (исп. Sahuaripa) — муниципалитет в Мексике, штат Сонора, с административным центром в одноимённом посёлке. Численность населения, по данным переписи 2020 года, составила 5257 человек.

## Общие сведения
Название Sahuaripa с языка индейцев опата можно перевести как — жёлтый муравей.
Площадь муниципалитета равна 5003,8 км², что составляет 2,8 % от площади штата, а наиболее высоко расположенное поселение Эль-Ринкон, находится на высоте 1887 метров.
Он граничит с другими муниципалитетами Соноры: на севере с Дивисадеросом, Бакадеуачи и Накори-Чико, на юге с Екорой, на западе с Баканорой, Аривечи, Сан-Педро-де-ла-Куэвой и Тепаче, а на востоке с другим штатом Мексики — Чиуауа.

## Учреждение и состав
Муниципалитет был образован в 1834 году, по данным 2020 года в его состав входит 44 населённых пункта, самые крупные из которых:
| Код INEGI                  | Населённый пункт                                                                    | Численность населения (2005 год) | Численность населения (2010 год) | Численность населения (2020 год) |
| -------------------------- | ----------------------------------------------------------------------------------- | -------------------------------- | -------------------------------- | -------------------------------- |
| 052                        | Всего                                                                               | 5792                             | 6020                             | 5257                             |
| 0001                       | Сауарипа (исп. Sahuaripa) 29°03′23″ с. ш. 109°14′00″ з. д. (административный центр) | 3733                             | 4041                             | 3600                             |
| 0044                       | Матарачи (исп. Matarachi) 28°41′00″ с. ш. 108°49′39″ з. д.                          | 163                              | 170                              | 334                              |
| 0056                       | Валье-де-Такупето (исп. Valle de Tacupeto) 28°47′49″ с. ш. 109°09′54″ з. д.         | 288                              | 282                              | 255                              |
| 0054                       | Сегуадеуачи (исп. Seguadehuachi) 29°00′28″ с. ш. 109°11′58″ з. д.                   | 146                              | 199                              | 195                              |
| 0058                       | Гисамопа (исп. Guisamopa) 28°38′49″ с. ш. 109°06′27″ з. д.                          | 221                              | 227                              | 147                              |
| 0055                       | Санто-Томас (исп. Santo Tomás) 28°58′28″ с. ш. 109°11′53″ з. д.                     | 178                              | 169                              | 136                              |
| 0012                       | Ла-Месита (исп. La Mesita del Cuajari (La Mesita)) 29°00′19″ с. ш. 109°12′56″ з. д. | 122                              | 126                              | 132                              |
| —                          | Прочие                                                                              | 12                               | 43                               | 16                               |
| Названия на карте Генштаба |                                                                                     |                                  |                                  |                                  |

## Экономическая деятельность
По статистическим данным 2000 года, работоспособное население занято по секторам экономики в следующих пропорциях:
- сельское хозяйство, скотоводство и рыбная ловля — 36,8 %;
- промышленность и строительство — 20,6 %;
- торговля, сферы услуг и туризма — 38,4 %;
- безработные — 4,2 %.

## Инфраструктура
По статистическим данным 2020 года, инфраструктура развита следующим образом:
- электрификация: 97,4 %;
- водоснабжение: 90,9 %;
- водоотведение: 96 %.